# Gibina (gmina Sveti Andraž v Slovenskih Goricah)
Gibina – wieś w Słowenii, w gminie Sveti Andraž v Slovenskih goricah. W 2018 roku liczyła 76 mieszkańców.